# Diarrea porcina epidémica

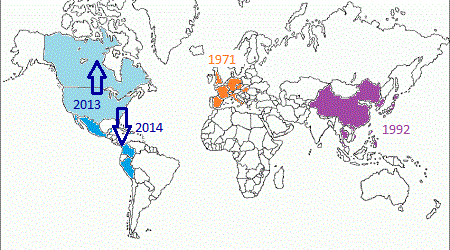
Mapa inexacto de la difusión geográfica de PEDV por año.

La diarrea porcina epidémica o PED (Porcine Epidemic diarrhea en inglés) es una gastroenteritis viral aguda que afecta a cerdos. Es epizoótica y similar a la gastroenteritis transmisible (GET) que parece afectar solo a los cerdos. Es causada por un coronavirus del género Alphacoronavirus llamado el virus de la diarrea porcina epidémica.
Es considerada enfermedad emergente en Europa (en donde ya no está presente desde 1990) y enzoótica en América y muchos países del este de Asia. Su propagación epidémica podría haberse visto favorecida recientemente por las condiciones de vida de los cerdos (promiscuidad y baja diversidad genética) en las grandes explotaciones industriales. Es contagiosa y la diarrea provoca la muerte de hasta 100 % en lechones no destetados, pero los adultos lo resisten mejor. Este virus puede mutar rápidamente para adaptarse a las respuestas inmunitarias en los cerdos.
Los síntomas son una diarrea severa profusa y muy acuosa sin mocos ni sangre y los de deshidratación. Según los conocimientos disponibles, este virus y esta enfermedad no son transmisibles a los humanos. Tampoco pueden verse afectadas otras especies animales
Esta enfermedad no es de declaración obligatoria a nivel de la OIE (Organización Mundial de Sanidad Animal).

## Historia
Este virus "poco resistente a las condiciones externas", Fue descubierto en Europa, a partir de la descripción de los primeros casos a principios de la década de 1970 en Inglaterra. La enfermedad fue nombrada entonces "diarrea epidémica viral". En este brote no se registraron lechones lactantes afectados, pero sí en brotes posteriores.
El agente no se identificó hasta 1978 y el síndrome pasó a llamarse “Diarrea epidémica porcina” (PED).
Luego, la enfermedad se volvió cada vez más problemática en los Estados Unidos y Asia en Corea, China, Japón, Filipinas y Tailandia.
La enfermedad se considera ausente en Europa. Estados Unidos ha sido afectado oficialmente por el virus desde 2013, al igual que varias áreas de América Central y del Sur (México, Colombia, República Dominicana y Perú), y más al norte de Canadá desde 2014.

### En Europa
Este virus hizo estragos en Francia en los años 1970-1980
En la década de 1980 el virus estaba ampliamente difundido en las piaras de cerdos como lo demuestran estudios serológicos llevados a cabo por las autoridades veterinarias en varios países europeos (Bélgica, Inglaterra, Alemania, Francia, Países Bajos, Suiza, Bulgaria).
En la década de 1990, la prevalencia del virus disminuyó en estos países europeos pero se informaron algunos brotes esporádicos hasta finales de esta década, aunque menos graves que las que asolaron Japón o Corea.
Desde 2000 hasta 2014, la enfermedad parece no manifestarse más, excepto en Italia de mayo de 2005 a junio de 2006 donde murieron cerdos de diversas edades (en al menos 63 granjas donde la presencia viral fue confirmada por microscopía electrónica, RT-PCR y diagnóstico serológico.

### En Norteamérica
Las variantes que circularon en Norteamérica en 2013 son muy virulentas, afectan a cerdos de todas las edades (a veces con vómitos) y mata hasta 100 % de lechones que lactaban de su madre.
En 2013, un corral de engorde en Ohio experimento el brote, que luego se extendió rápidamente a más de 200 granjas de cerdos (en unos meses).
En 2014, se informó que más de 200 sitios porcinos estaban infectados en los Estados Unidos, la mayoría ubicados en los estados donde la cría de cerdos está más presente: Iowa, Minnesota, Indiana y luego Oklahoma (60 casos en unos pocos meses). También se han informado algunos casos en Ohio, Colorado, Misuri, Illinois, Míchigan, Nebraska y Dakota del Sur. La secuenciación de la cepa responsable del brote tiene más de 99% de homología con el genoma de otro virus de la diarrea epidémica porcina descrito en China en 2012.
En Asia
Es considerada enzoótica en muchos países del este de Asia. Afectó a Corea, China, Japón, Filipinas, Tailandia, entre otros.

## Epidemiología
En Asia, el virus es más responsable de una enfermedad enzoótica asociada con una población de cerdas parcialmente inmunes, con brotes epizoóticos locales ocasionales.
La dosis infecciosa es baja y se sabe que el contagio ocurre entre cerdos en el modo fecal-oral, predominantemente, y quizás exclusivamente. Según el IFIP-Institut du porc, este virus ARN se “excreta muy rápidamente, en grandes cantidades y durante mucho tiempo en las heces, hasta 28 días después de la desaparición de los signos clínicos. Después de la infección, el virus está muy presente en el ambiente de la granja: se ha aislado en paredes, pisos, comederos, botas y también en aerosoles”  . Después del pico de la epidemia, el estado post-epizoótico suele ser una persistencia enzoótica de diarrea en cerdos en crecimiento de mayor edad  .
Un estudio estadounidense concluyó que el virus podría sobrevivir 1 semana en agua a 25 °C, pero que fue inactivado por 2 semanas de almacenamiento de agua y, según el instituto porcino, algunos animales (perros, gatos, pájaros, insectos, roedores (y ¿moscas?) son vectores indirectos por portabilidad externa.

## Síntomas y diagnóstico
La diarrea abundante y acuosa puede afectar a todos los grupos de edad, a veces con vómitos en lechones y cerdos adultos. Los animales enfermos también muestran fiebre, anorexia y comportamiento letárgico.
Es casi imposible diferenciar clínicamente el diarrea epidémica porcina de los casos de infección por virus de la gastroenteritis transmisible. La diarrea epidémica porcina se confirma mediante la detección directa del antígeno o el virus buscado en muestras de heces o células epiteliales del intestino delgado de lechones (preferentemente 24 h después del inicio de la diarrea aguda), asociado a una respuesta serológica.
Los hallazgos post mortem en animales lactantes incluyen contenido de estómago vacío con poca cuajada de leche. Los intestinos tienen paredes delgadas y están dilatados, llenos de un contenido acuoso. El diagnóstico de diarrea porcina epidémica se confirma mediante PCR de heces o intestinos de animales afectados, o mediante inmunohistoquímica en tejido fijado con formalina.
Los expertos también pueden observar el virus al microscopio electrónico a partir de muestras fecales después de la agregación con antisueros específicos de cerdos convalecientes.
Según la ESA en 2013, “el aislamiento viral en cultivo celular es difícil pero posible en células Vero o PK15. La RT-PCR sigue siendo el método más sensible y específico. La detección de anticuerpos específicos puede realizarse mediante IPMA (ensayo de inmunoperoxidasa monocapa) o ELISA.

## Morbilidad y mortalidad
En el apogeo de la epizootia, la tasa de morbilidad puede llegar a 100% y la tasa de mortalidad es generalmente más alta en lechones que lactaban de la madre (50% en promedio y hasta 100%).
En las granjas de maternidad, las cerdas y sus lechones se vieron afectados, con una mortalidad media de los lechones recién nacidos en las granjas convencionales de 11,9 %, llegando a 34 % en el pico de la epizootia en la finca. Los veterinarios notaron que al final de esta epizootia, la tasa de mortalidad inducida por esta forma de diarrea seguía siendo más alta que antes.
Luego del destete y engorde, se ha registrado que la morbilidad podría alcanzar de 20 a 80% pero con una mortalidad casi nula. También se observó que dentro de una granja, la duración de la epidemia variaba mucho, desde unas pocas semanas hasta varios meses, dependiendo del número de cerdos y del tipo de granja.

## Medidas, tratamiento y control
No se conoce ningún tratamiento antiviral para este virus.
El tratamiento, por tanto, es sintomático, dirigido a prevenir la deshidratación, especialmente en lechones, utilizando productos como electrolitos y complementos energéticos.
Se están ensayando vacunas como la basada en la cepa CV777.
Las medidas de bioseguridad tienen como objetivo limitar los riesgos de introducción y circulación del virus en el rebaño: es necesaria la cuarentena de los cerdos enfermos, así como un estricto protocolo de desinfección y un buen seguimiento veterinario.